# Xã Hay, Michigan
Xã Hay (tiếng Anh: Hay Township) là một xã thuộc quận Gladwin, tiểu bang Michigan, Hoa Kỳ. Năm 2010, dân số của xã này là 1.362 người.